# Accra
Accra is de hoofdstad van Ghana en ligt aan de Atlantische Oceaan. De stad heeft circa 2 miljoen inwoners (2010) en is de grootste stad van het land. Accra is het politiek en economisch centrum van Ghana. De belangrijkste producten zijn voedingsmiddelen, hout, multiplex, textiel, kleding en chemicaliën.

## Geschiedenis
De oorspronkelijke bewoners van Accra zijn de Ga. Ga is ook de naam van twee omliggende districten; Ga East en Ga West. Het huidige Accra ontwikkelde zich tot een aanzienlijke plaats rond Britse en Nederlandse forten die daar in de zeventiende eeuw werden gebouwd. In 1877 werd Accra de hoofdstad van de Britse kolonie Gold Coast, als opvolger van de plaats Cape Coast. Nadat een spoorweg naar de mijnen en het agrarische achterland was aangelegd, ontwikkelde Accra zich tot het economisch centrum van Ghana.

## Bezienswaardigheden
In Accra bevinden zich het nationaal museum, de Ghanese academie voor kunsten en wetenschappen, het nationaal archief en de centrale bibliotheek. Vermeldenswaardig is kasteel Christiansborg, dat in de zeventiende eeuw door de Denen is gebouwd.

## Onderwijs
De belangrijkste middelbare school van Ghana, Achimota School, bevindt zich in een buitenwijk van Accra. In de voorstad Legon, 13 kilometer noordelijk van Accra, staat de universiteit van Ghana.

## Transport en internationale aangelegenheden

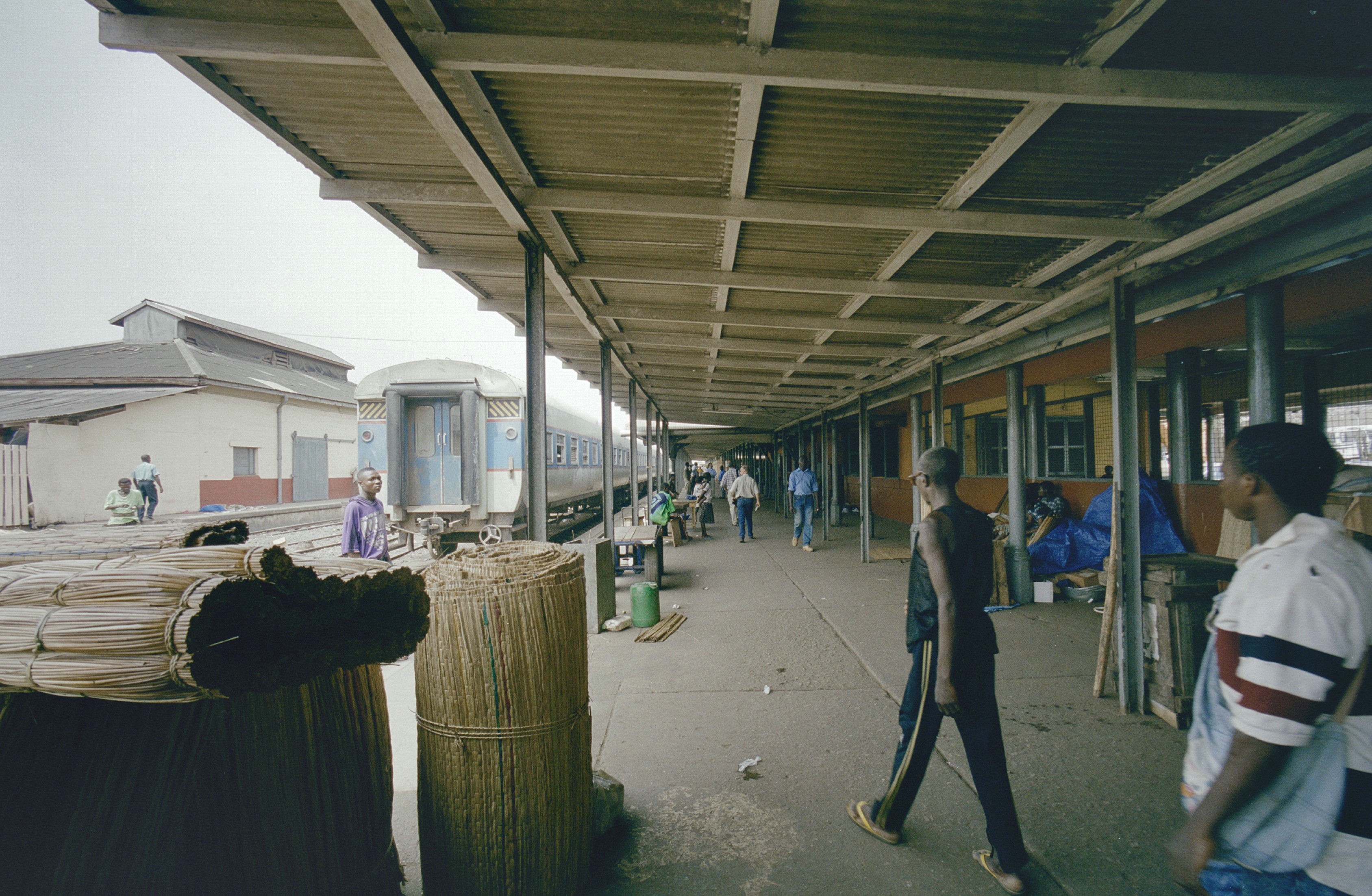
Overzicht perron met overkapping in Station Accra.

In de stad bevindt zich één vliegveld, Kotoka International Airport.
De defensiecommissie van de Organisatie van Afrikaanse Eenheid heeft haar hoofdkwartier in Accra.
In 1923 verhuisde het Nederlands consulaat van Cape Coast naar Accra. In 1961 werd het consulaat opgewaardeerd tot ambassade.
In 2023 vond de negentiende editie van de Afrikaanse kampioenschappen wielrennen plaats in en rond de stad.

## Zustersteden
- Chicago, Verenigde Staten

## Geboren in Accra

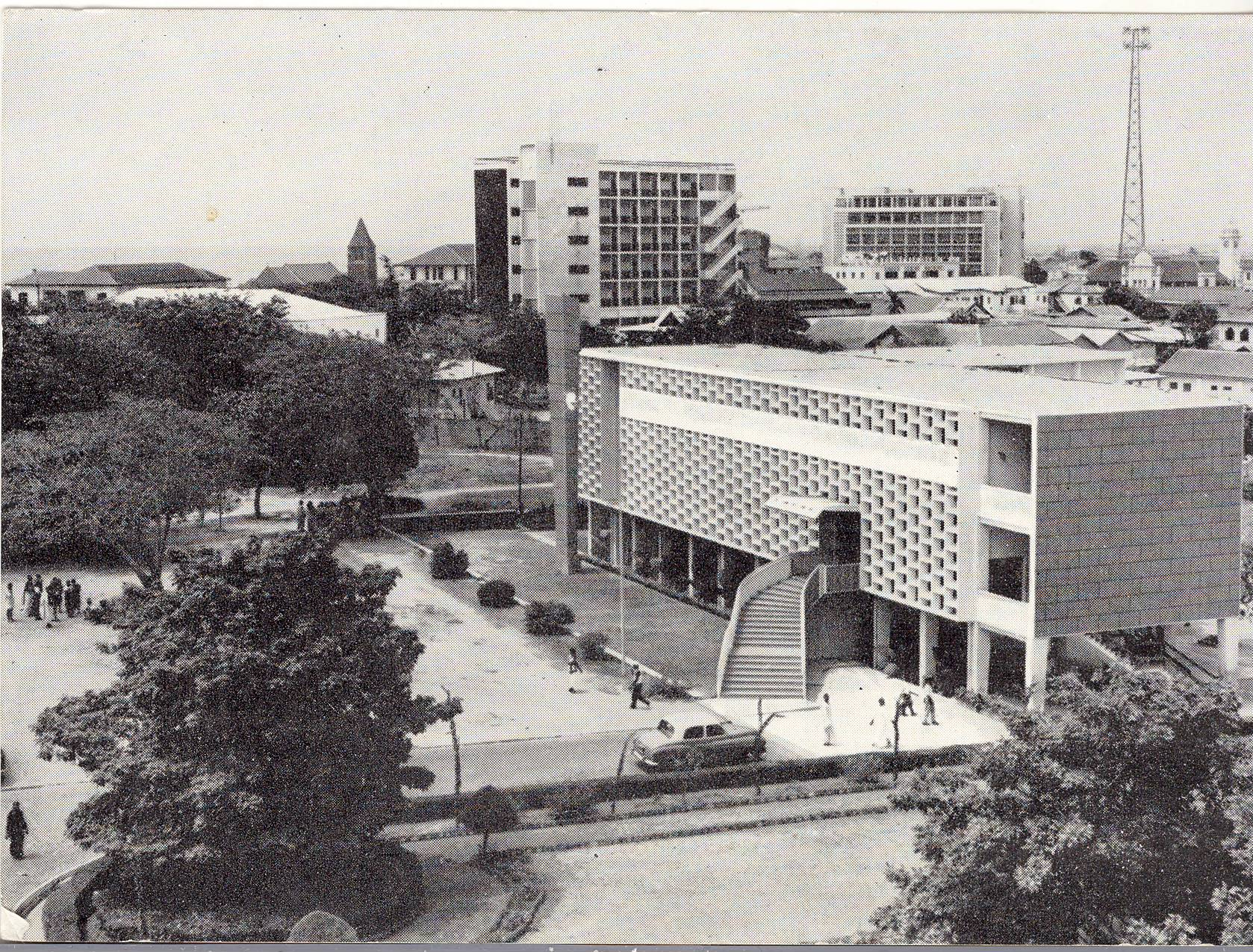
Centrale Bibliotheek van Accra